# Giancarlo Siani
Giancarlo Siani, né à Naples (Campanie) le 19 septembre 1959 et mort dans la même ville le 23 septembre 1985, est un journaliste italien .

## Biographie

### Mort

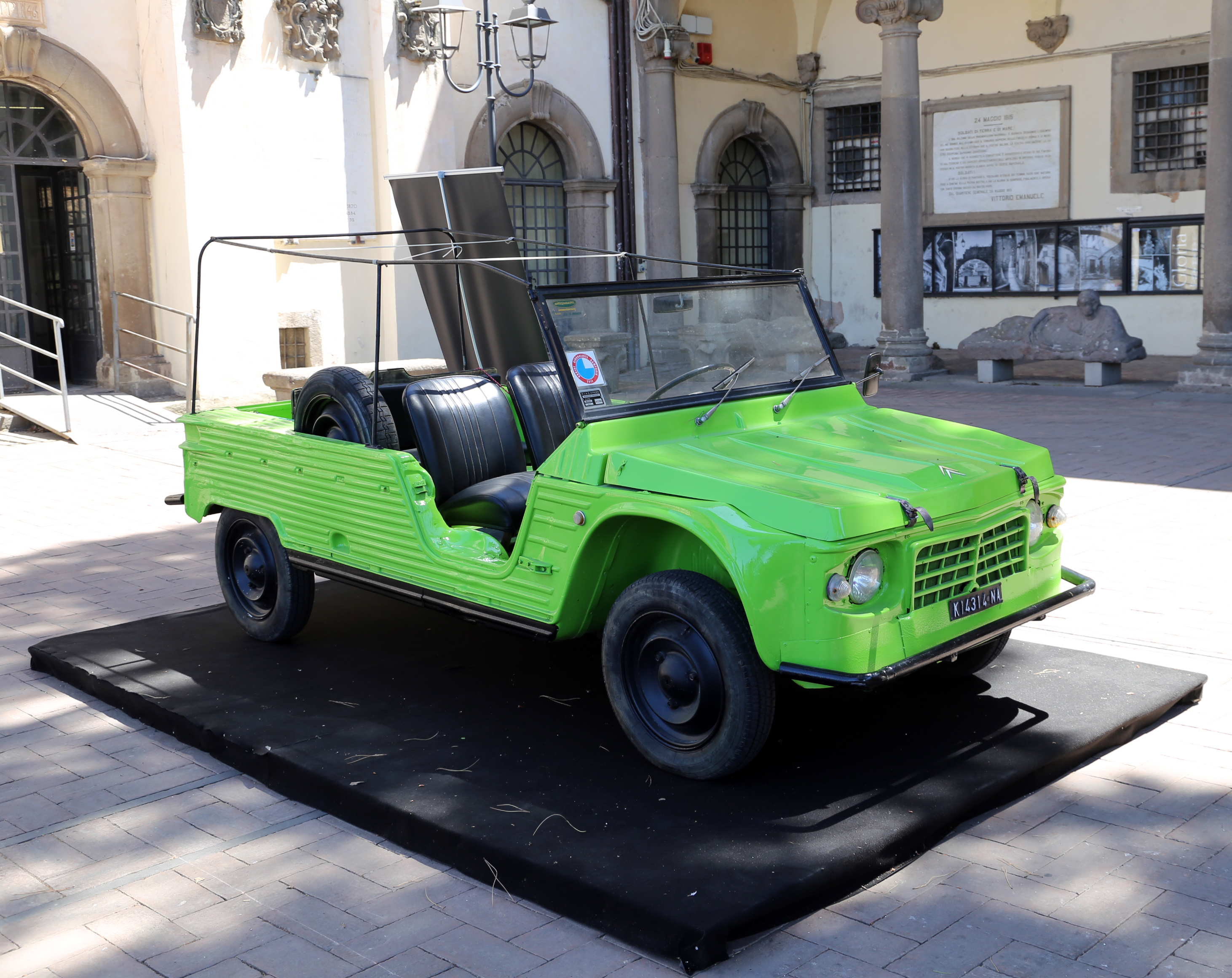
Citroën Méhari originale dans laquelle Giancarlo Siani fut assassiné le 23 septembre 1985.

Giancarlo Siani est assassiné par la camorra le 23 septembre 1985.

### Enquête
12 ans et la collaboration de 3 repentis ont été nécessaires pour retrouver et condamner ses assassins. Outre son activité d'enquête journalistique sur les collusions entre crime organisé et politique locale, le motif de son assassinat se trouve dans son intérêt pour enquêter le narcotrafic, la contrebande et les marchés publics liés à la reconstruction des zones autour du Vésuve touchées par le séisme du 23 novembre 1980 en Irpinia. Siani commence son enquête entre les villes de Castellammare di Stabia et Torre Annunziata dont il rend public le fait grâce à des sources policières que le chef mafieux de Torre Annunziata, Valentino Gionta a été arrêté sur ordre du clan Nuvoletta. Le clan Nuvoletta cherchait alors à arrêter la guerre avec le Clan Alfieri et à accroître son pouvoir dans la région. Cette déclaration de Siani a probablement accéléré son meurtre organisé par les Nuvoletta.